# Prémio de Composição SPA / Antena 2
Der Prémio de Composição SPA / Antena 2 (portugiesisch für: Kompositionspreis SPA / Antena 2) ist ein Musikpreis in Portugal. Er wird jährlich seit 2012 von der Sociedade Portuguesa de Autores (SPA), der portugiesischen Verwertungsgesellschaft, zusammen mit dem Kulturradio Antena 2 vergeben.
Der Preis wird an junge, nach dem 1. Januar 1989 geborene Komponisten klassischer Musik vergeben, die portugiesische Staatsangehörige sind oder mindestens seit vier Jahren in Portugal leben. Ziel ist die Förderung klassischer Komposition in Portugal.

## Preise
Der erste Preis besteht aus 1.500 Euro, einer Urkunde, einer Aufführung des Siegerwerks durch das Orquestra Gulbenkian mit Übertragung durch den Radiosender Antena 2, und ein Auslands-Stipendium über weitere 1.500 Euro durch die Gulbenkian-Stiftung.
Statt eines zweiten Platzes wurde von 2013 bis 2018 nur eine Nennung ehrenhalber gekürt (Menção Honrosa). Seit 2019 wird ein zweiter Preis über 750 Euro vergeben, Nennungen ehrenhalber finden daneben zusätzlich statt, wenn die Jury dies für angebracht hält.

## Jury
Die Jury wird jedes Jahr neu zusammengesetzt. 2024 bestand sie aus dem Dirigenten Eduardo Gomes, der der Jury vorstand, und den beiden Komponisten Carlos Caires und Pedro Lima.

## Preisträger
| Jahr | Sieger                   | Zweiter                    | Nennung ehrenhalber         |
| ---- | ------------------------ | -------------------------- | --------------------------- |
| 2012 | (kein Sieger gekürt)     | Nuno da Rocha              | /                           |
| 2013 | João Ceitil              | /                          | Daniel Davis                |
| 2014 | Daniel Davis             | /                          | Afonso Teles                |
| 2015 | Fábio Cachão             | /                          | Luís Costa                  |
| 2016 | Pedro Lima Soares        | /                          | Inês Badalo                 |
| 2017 | Inês Badalo              | /                          | Manuel Moreira              |
| 2018 | Nelson Jesus             | /                          | Luís Salgueiro              |
| 2019 | Francisco Fontes         | Rodrigo Cardoso            | Rodrigo Bacelar             |
| 2020 | Jorge Ramos              | João Barradas              | /                           |
| 2021 | João Baeta Castro Caldas | José Manuel Castro Brandão | /                           |
| 2022 | João Pedro Bastos        | João Filipe Pacheco        | Vasco Martins               |
| 2023 | César Rafael Cordeiro    | João Miguel Santos         | Afonso Manuel Nogueira      |
| 2024 | António Capela           | Francisco Carneiro         | Miguel Moura und João Silva |